# G7-Gipfel in Ottawa 1981
Der G7-Gipfel in Ottawa-Montebello 1981 war das 7. Gipfeltreffen der Regierungschefs der Gruppe der Sieben. Das Treffen fand unter dem Vorsitz des kanadischen Premierministers Pierre Elliot Trudeau vom 20. bis 21. Juli 1981 im Hotel Château Montebello statt.

## Teilnehmer
| Bundesrepublik Deutschland     | Helmut Schmidt        |
| Frankreich                     | François Mitterrand   |
| Italien                        | Giovanni Spadolini    |
| Japan                          | Zenko Suzuki          |
| Kanada                         | Pierre Elliot Trudeau |
| Vereinigte Staaten von Amerika | Ronald Reagan         |
| Vereinigtes Königreich         | Margaret Thatcher     |
| Europäische Gemeinschaft       | Gaston Thorn          |